# Adrar (Algeria)
 Adrār  (in arabo أدرار‎?) è una città dell'Algeria e capoluogo dell'omonima provincia nel sud del paese.
L'economia della città si basa prevalentemente sull'agricoltura, che si avvale dei qanāt, un sistema di irrigazione tipico del mondo islamico.
L'oasi dove sorge Adrār, nota per la sua bellezza, include anche monumenti storici. Lungo la strada n.6 diretta a sud si trova il villaggio-oasi di Bahmer.
La città è servita dall'Aeroporto di Adrar-Touat - Sceicco Sidi Mohamed Belkebir, che si trova poco distante dal centro cittadino.